# Seerosenpreis
Der Seerosenpreis ist ein Kunstpreis, der für ältere, verdiente Bildende Künstler aus dem Raum München vergeben wird. Die Auszeichnung wurde 1962 auf Initiative des damaligen Oberbürgermeisters Hans-Jochen Vogel und des Malers Hermann Geiseler von der Stadt München gestiftet. Preisträger können auch Künstler sein, die in ihrem Kunstleben eng mit München verbunden sind. Der Preis ist mit 4.000 Euro dotiert.
Vergebendes Gremium ist der Verein Seerosenkreis, der von Schriftstellern und bildenden Künstlern getragen wird. Von dessen Mitgliedern wird auch der Seerosenring als Wanderpreis vergeben. Preisträger waren bisher Sylvie de Muralt, Baldur Geipel, Erhard Paskuda, Hans-Jörg Dürrmeier, Manfred Mayerle, Hans-Jochen Vogel, Franz Forchheimer, Konrad Hetz, Reinhard Fritz und Franz Weber-Berg.

## Preisträger
- 1962: Heinrich Kropp, Edgar Ende,[2] Werner-Paul Schmidt, Helmut Hoffmann, Josef Seidl-Seitz, Jürgen von Hündeberg
- 1963: Roman Bachmaier, Hugo von Habermann, Erwin Hennig, Joseph Mader,[2] Hermann Geiseler, Conrad Westpfahl
- 1964: Fritz Harnest, Ernst Eichinger, Joseph Loher, Erwin Senft, Emil Krieger, Karl Reidel
- 1967: Florian Bosch, Arnold Bawlé, Ludwig Scharl
- 1968: Erich Schelenz, Ferdinand Filler, Albert Heinzinger, Remigius Netzer, Richard Walberger, Rudolf Kriesch
- 1970: Lothar Dietz, Adolf Hartmann, Albin Sättler, Max Faller, Jakob Kuffner, Friedrich G. Scheuer
- 1972: Erich Koch, Ernst Graupner, Elmar Dietz, Irene Voglsamer-Gailing, Hannes Rosenow, Günther Knipp
- 1973: Eugen M. Cordier, Günther Graßmann, Karl Meisenbach
- 1974: Richarda Dietz, Baldur Geipel, Willy Guglhör, Max Lacher, Jakob Späth, Ernst Wild
- 1976: Erich Glette,[3] Johannes Ignaz Kohler, Heribert Losert, Oswald Malura, Max Pfaller, Walter Bidlingmaier
- 1978: Heinz Grochot, Wilhelm von Hillern-Flinsch, Josef Hoh, Walter Lederer, Erwin Petzold, Herbert Peters
- 1979: Peter Purckart, Franz Eska, Hans Olde
- 1980: Andreas Bindl, Marianne Lüdicke, Andreas Bleeker, Karlheinz Gottstein, Albert Ferenz, Alfried Hagedorn
- 1982: Irmtraut Stengel, Emil Scheibe, Franz Mikorey, Emese Zavory, Hans-Jürgen Kleinhammes, Alfred Darda
- 1984: Erhard Haller, Ingo Glass, Walter Grill
- 1986: Peter Tomschiczek, Rolf Liese, Alfred de Vivanco-Luyken
- 1988: Peter Collien, Peter Loew,[2] Fried Stammberger
- 1990: Heino Naujoks, Werner Glich, Karin Welponer
- 1991: Marie Luise Wilkens, Rut Kohn, Dieter Helis
- 1992: Ernst Oberle
- 1993: Stefula Gyorgy, Helmut Kästl[4]
- 1994: Charlotte Dietrich, Walter Klose
- 1995: Marion Bembé, Jürgen Reipka
- 1996: Konrad Hetz, Erich Lindenberg
- 1997: Lieselotte Strauß, Hans Marek
- 1998: Wilhelm Holderied, Walter Raum
- 1999: Marie-Luise Heller, Guido Zingerl
- 2000: Gabriele Huber-Thoma, Lorenz Fjodorow
- 2001: Sylvia de Muralt, Elisabeth Segieth
- 2002: Reinhard Fritz, Manfred Mayerle
- 2003: Erhard Paskuda, Günter Voglsamer
- 2004: Hubert Maier, Walter Tafelmaier
- 2005: Gabriele Stolz, Helmut Ullrich
- 2006: Klaus Dieckhoff, Christoph Haußner
- 2007: Hans Friedrich, Elke Lausberg
- 2008: Maria Munz-Natterer, Ninon Voglsamer
- 2009: Dorothea Reese-Heim, Manfred Hollmann
- 2010: Dorothea Frigo, Hermann Bigelmayr
- 2011: Sybille Hochreiter, Sybille Seiler-Senft
- 2012: Karl Imhof, Michael Runschke
- 2013: Erica Heisinger, Martin Mayer
- 2014: Erich Auer, Annette Bastian[5]
- 2015: Stefanie Unruh, Dieter Villinger[6]
- 2016: Tobias Krug, Franz Ferdinand Wörle[7]
- 2017: Jochen Sendler, Hans Schork
- 2018: Dorit Winzens-Bredernitz, Ekkeland Götze[8]
- 2019: Maria Rucker (Bildhauerin), Albert Lohr (Maler und Grafiker)[9]
- 2022: Doris Hahlweg, Roland Helmer[10]
- 2024 Annette Lucks, Susanne Thiemann[11]